# Saint-Denis-Combarnazat
 Saint-Denis-Combarnazat  es una población y comuna francesa, situada en la región de Auvernia, departamento de Puy-de-Dôme, en el distrito de Riom y cantón de Randan.

## Demografía
| 231 | 203 | 199 | 220 | 212 | 212 |
| Para los censos de 1962 a 1999 la población legal corresponde a la población sin duplicidades (Fuente: INSEE [Consultar]) |     |     |     |     |     |